# Habenaria heleogena
Habenaria heleogena är en orkidéart som beskrevs av Rudolf Schlechter. Habenaria heleogena ingår i släktet Habenaria och familjen orkidéer. Inga underarter finns listade i Catalogue of Life.